# Isaac Feau'nati
Isaac Malaetia Feau'nati (Wellington, 23 de julho de 1973) é um ex-jogador de rugby union samoano nascido na Nova Zelândia. Atuava como oitavo.
Ele participou da Copa do Mundo de Rugby de 1999 por Samoa e também do filme Invictus, onde interpretou Jonah Lomu, o principal jogador da seleção neozelandesa que perdeu para a sul-africana a final da Copa do Mundo de Rugby de 1995. A película, de Clint Eastwood, é famosa sobre rugby, ao retratar os efeitos simbólicos da vitória da África do Sul para um país onde o apartheid continuava recente. Isaac Feau'nati foi creditado como Zak Feaunati.